# 西本德 (威斯康星州)
西本德（英語：West Bend）是美国威斯康星州华盛顿县的一座城市。

## 友好城市
- 保加利亚帕扎尔吉克
- 德国黑彭海姆
- 日本愛莊町